# Assemblea cornica

Bandiera cornica

L'Assemblea cornica o Senato cornico (in cornico: Senedh Kernow, lett. «Senato di Cornovaglia») è la proposta di creazione di un'assemblea legislativa devoluta per la Cornovaglia sulla falsariga del Parlamento scozzese, dell'Parlamento gallese e dell'Assemblea dell'Irlanda del Nord nel Regno Unito.
La campagna per la devoluzione della Cornovaglia è iniziata nel 2000 con la fondazione della Convenzione costituzionale cornica, un'associazione intersettoriale che si batte per la devoluzione in Cornovaglia. Nel 2001, la Convenzione ha inviato 50.000 dichiarazioni firmate individualmente che chiedevano un'assemblea per la Cornovaglia a 10 Downing Street, durante il tentativo del governo di introdurre assemblee regionali, ma la richiesta è rimasta senza risposta. L'atto di trasformare il Consiglio di contea della Cornovaglia in un'autorità unitaria nel 2009 si basava sull'idea che avrebbe dato alla Cornovaglia una voce più forte e sarebbe stato un "trampolino di lancio" per un'Assemblea della Cornovaglia, e un disegno di legge sul "Governo della Cornovaglia" era stato presentato al parlamento britannico nello stesso anno dal parlamentare della Cornovaglia Dan Rogerson, ma non ci è riuscito.
In seguito all'annuncio del referendum sull'indipendenza scozzese del 2014 e con le promesse di una maggiore devoluzione nel Regno Unito da parte dei politici di Westminster, sono state rinnovate le richieste di devoluzione in Cornovaglia. Nel novembre 2014 è stata lanciata una petizione sul sito Web delle petizioni del governo che faceva campagna per un'Assemblea della Cornovaglia. La proposta di un'assemblea legislativa della Cornovaglia rappresenta la politica di partiti quali i Liberal Democratici, il Mebyon Kernow e i Verdi.